# Danh sách nhà toán học Ý
Danh sách các nhà toán học nổi bật của Ý theo thế kỷ:

## Cổ đại
- Marcus Terentinus Varro
- Boethius
- Vitruvius

## Thế kỷ 12 đến thế kỷ 15
| - Fibonacci - Plato Tiburtinus - Guido Bonatti - Campano da Novara - Leonardo Fibonacci - Paolo dell'Abbaco - Giovanni di Gherardo da Prato - Leon Battista Alberti - Piero Borgi - Leonardo da Vinci - Scipione del Ferro - Giovanni di Gherardo da Prato - Luca Pacioli - Piero della Francesca - Paolo dal Pozzo Toscanelli - Antonio Tucci Manetti |

## Thế kỷ 16
| - Camillo Agrippa - Andrea Argoli - Bernardino Baldi - Francesco Barozzi - Giambattista Benedetti - Rutilio Benincasa - Giuseppe Biancani - Rafael Bombelli - Girolamo Cardano - Pietro Antonio Cataldi - Bonaventura Cavalieri - Federico Commandino | - Ignazio Danti - Guidobaldo del Monte - Lodovico Ferrari - Scipione del Ferro - Galileo Galilei - Luca Gaurico - Marino Ghetaldi - Orazio Grassi - Giovanni Antonio Magini - Francesco Maurolico - Fabrizio Mordente | - Matteo Ricci - Ostilio Ricci - Giuseppe Scala - Niccolò Tartaglia - Gianello Torriani - Luca Valerio |

## Thế kỷ 17
| - Niccolò Aggiunti - Giulio Aleni - Andrea Argoli - Giovanni Battista Baliani - Rutilio Benincasa - Mario Bettini - Giuseppe Biancani - Giovanni Alfonso Borelli - Giovanni Antonio Borrelli - Tito Livio Burattini - Gregorio Caloprese - Paolo Casati - Giovanni Cassini - Benedetto Castelli - Pietro Antonio Cataldi - Bonaventura Cavalieri - Giovanni Ceva - Tommaso Ceva | - Giovanni Giustino Ciampini - Elena Lucrezia Cornaro - Tommaso Cornelio - Michelangelo Fardella - Galileo Galilei - Marino Ghetaldi - Vitale Giordano - Domenico Guglielmini - Francesco Lana de Terzi - Eustachio Manfredi - Gabriele Manfredi - Alessandro Marchetti - Pietro Mengoli - Geminiano Montanari | - Onofrio Puglisi - Jacopo Riccati - Matteo Ricci - Michelangelo Ricci - Giovanni Girolamo Saccheri - Antonio Schinella Conti - Evangelista Torricelli - Vincenzo Viviani - Giovanni Battista Zupi |

## Thế kỷ 18
| - Pietro Abbati Marescotti - Maria Gaetana Agnesi - Giovanni Battista Amici - Agostino Ariani - Giuseppe Avanzini - Matteo Barbieri - Laura Bassi - Gabriele Bonomo - Orazio Borgondio - Ruggiero Giuseppe Boscovich - Vincenzo Brunacci - Antonio Caccianino - Antonio Cagnoli - Giuseppe Calandrelli - Gregorio Caloprese - Sebastiano Canterzani - Francesco Cetti - Giovanni Ceva - Tommaso Ceva - Antonio Collalto - Domenico Corradi d'Austria - Odoardo Corsini - Pietro Cossali - Giovanni Francesco Crivelli | - Vincenzo De Filippis - Giovanni Fagnano dei Toschi - Giulio Fagnano dei Toschi - Michelangelo Fardella - Nicola Fergola - Vittorio Fossombroni - Paolo Frisi - Annibale Giordano - Vitale Giordano - Luigi Guido Grandi - Domenico Guglielmini - Antonio Maria Jaci - Joseph-Louis Lagrange - Giovanni Antonio Lecchi - Antonio Maria Lorgna | - Gianfrancesco Malfatti - Eustachio Manfredi - Gabriele Manfredi - Lorenzo Mascheroni - Marco Mastrofini - Giammaria Ortes - Gioacchino Pessuti - Giovanni Poleni - Carlo Andrea Rana - Giordano Riccati - Jacopo Riccati - Vincenzo Riccati - Paolo Ruffini - Giovanni Girolamo Saccheri - Giovanni Francesco Salvemini - Antonio Schinella Conti - Simone Stratico - Domenico Vandelli - Francesco Vandelli |

## Thế kỷ 19
| - Pietro Abbati Marescotti - Achille Sannia - Cataldo Agostinelli - Cesare Aimonetti - Rosario Alagna - Cristoforo Alasia - Giacomo Albanese - Giuseppe Albeggiani - Alberto Alessio - Emilio Almansi - Ugo Amaldi - Domenico Amanzio - Enrico Amaturo - Giovanni Battista Amici - Federico Amodeo - Luigi Amoroso - Giovanni Antonelli - Michele Araldi - Angelo Armenante - Cesare Arzelà - Ferdinando Aschieri - Giulio Ascoli - Giuseppe Avanzini - Mattia Azzarelli - Giuseppe Bardelli - Pacifico Barilari - Giuseppe Barilli - Giovanni Barsotti - Anselmo Bassani - Giuseppe Basso - Giuseppe Battaglini - Giacomo Bellacchi - Giusto Bellavitis - Giuseppe Belli - Serafino Belli - Eugenio Beltrami - Timoteo Bertelli - Eugenio Bertini - Luigi Berzolari - Davide Besso - Rodolfo Bettazzia - Enrico Betti - Luigi Bianchi - Giorgio Bidone - Pietro Blaserna - Carlo Bonacini - Baldassarre Boncompagni - Giovanni Bordiga - Antonio Maria Bordoni - Ettore Bortolotti - Francesco Brioschi - Vincenzo Brunacci - Giuseppe Bruno - Cesare Burali-Forti - Pietro Burgatti - Antonio Caccianino - Giuseppe Calandrelli - Alfredo Capelli - Ernesto Capocci di Belmonte - Ettore Caporali - Francesco Carlini - Felice Casorati - Filiberto Castellano - Guido Castelnuovo - Carlo Alberto Castigliano - Sebastiano Catania - Tito Camillo Cazzaniga - Francesco Cecioni - Vincenzo Cerulli - Ernesto Cesàro - Mineo Chini - Felice Chiò | - Edgardo Ciani - Domenico Cipolletti - Giuseppe Ciscato - Delfino Codazzi - Ottavio Colecchi - Antonio Collalto - Annibale Comessatti - Francesco Contarino - Filippo Corridi - Luigi Cremona - Antonio Cua - Enrico D'Ovidio - Ugo Dainelli - Enrico De Amicis - Giovanni De Berardinis - Annibale De Gasparis - Riccardo De Paolis - Vincenzo De Rossi Re - Antonio De Zolt - Guelfo Del Prete - Alfonso Del Re - Ercole Dembowski - Alfonso Di Legge - Giovanni Di Pirro - Ulisse Dini - Giovanni Battista Donati - Luigi Donati - Alessandro Dorna - Enrico Ducci - Francesco Faà di Bruno - Aureliano Faifofer - Antonio Fais - Giovanni Taddeo Farini - Gaetano Fazzari - Emanuele Fergola - Nicola Fergola - Gaspare Stanislao Ferrari - Camillo Ferrati - Annibale Ferrero - Cesare Finzi - Vincenzo Flauti - Francesco Flores D'Arcais - Vittorio Fossombroni - Giovanni Frattini - Michele Gebbia - Angelo Genocchi - Annibale Giordano - Gaetano Giorgini - Giuseppe Bruno - Carlo Ignazio Giulio - Paolo Gorini - Maria Gramegna - Giuseppe Lauricella - Giovanni Maria Lavagna - Tullio Levi-Civita - Guglielmo Libri Carucci dalla Sommaja - Gino Loria | - Gian Antonio Maggi - Roberto Marcolongo - Marco Mastrofini - Luigi Federico Menabrea - Serafino Rafaele Minich - Giacinto Morera - Ottaviano Fabrizio Mossotti - Angiolo Nardi Dei - Barnaba Oriani - Ernesto Padova - Ernesto Pascal - Giuseppe Peano - Mario Pieri - Salvatore Pincherle - Gabrio Piola - Giovanni Antonio Amedeo Plana - Luigi Poletti - Sebastiano Purgotti - Michele Rajna - Gregorio Ricci-Curbastro - Raffaele Rubini - Paolo Ruffini - Leonardo Salimbeni - Agatino San Martino Pardo - Giovanni Santini - Umberto Scarpis - Corrado Segre - Quintino Sella - Francesco Siacci - Simone Stratico - Barnaba Tortolini - Virgilio Trettenero - Domenico Turazza - Giovanni Vailati - Adolfo Venturi - Giuseppe Veronese - Giulio Vivanti - Vito Volterra - Michele Zannotti - Giuseppe Zurria |

## Thế kỷ 20
| - Cataldo Agostinelli - Amedeo Agostini - Cesare Aimonetti - Rosario Alagna - Cristoforo Alasia - Giacomo Albanese - Maria Ales - Alberto Alessio - Emilio Almansi - Ugo Amaldi (1875-1957) - Vincenzo Amato (nhà toán học) - Enrico Amaturo - Luigi Amerio - Federico Amodeo - Luigi Amoroso - Giulio Andreoli - Aldo Andreotti (1924-1980) - Enrico Arbarello (1945-) - Gino Arrighi - Emilio Artom - Cesare Arzelà - Enrico Ascione - Guido Ascoli - Salvatore Aurino - Giuseppe Avondo Bodino - Giuseppe Bagnera - Emilio Baiada - Mario Baldassarri (nhà toán học) - Silvio Ballarin - Ubaldo Barbieri - Ugo Barbuti - Giulio Cesare Barozzi - Jacopo Barsotti - Umberto Bartocci - Giuseppe Bartolozzi - Antonio Beccarelli - Alberto Maria Bedarida - Giacomo Bellacchi - Margherita Beloch Piazzolla - Azeglio Bemporad - Giulio Bemporad - Alberto Beneduce (1877–1944) - Vladimiro Bernstein (1900-1936) - Eugenio Bertini - Luigi Berzolari - Rodolfo Bettazzi - Emilio Bianchi (nhà toán học) - Luigi Bianchi - Giuseppina Masotti Biggiogero - Giulio Bisconcini - Pietro Blaserna - Giovanni Boaga - Tommaso Boggio - Enrico Boggio Lera - Corrado Böhm - Enrico Bombieri (1940-) - Enrico Bompiani - Carlo Bonacini - Colombo Bonaparte - Carlo Emilio Bonferroni - Giovanni Bordiga - Agostino Borio - Mario Boriosi - Enea Bortolotti - Ettore Bortolotti - Giovanni Bottino Barzizza - Franco Brezzi (1945-) - Andrea Brigaglia - Ugo Napoleone Giuseppe Broggi - Luigi Brusotti - Cesare Burali-Forti - Pietro Burgatti - Filippo Burzio - Pietro Buzano - Angelina Cabras - Renato Caccioppoli - Federico Cafiero - Eugenio Calabi (1923-) - Pasquale Calapso - Renato Calapso - Bruto Caldonazzo - Domenico Caligo - Luigi Campedelli - Giacomo Candido - Francesco Paolo Cantelli - Alfredo Capelli - Milvio Capovani | - Luigi Carnera - Gino Cassinis - Emma Castelnuovo - Guido Castelnuovo - Sebastiano Catania - Carlo Cattaneo (nhà toán học) - Francesco Cecioni - Carlo Cercignani (1939-2010) - Vincenzo Cerulli - Lamberto Cesari (1910-1990) - Mineo Chini - Oscar Chisini - Edgardo Ciani - Michele Cipolla - Giuseppe Colombo - Gustavo Colonnetti - Paul G. Comba - Annibale Comessatti - Caterina Consani - Francesco Contarino - Alberto Conti - Roberto Conti (nhà toán học) (1923-2006) - Eugenio Curiel - Enrico D'Ovidio - Luigi Sante Da Rios - Vittorio Dalla Volta - Gabriele Darbo - Enrico De Amicis - Giovanni De Berardinis - Corrado De Concini (1949-) - Michele De Franchis - Ennio De Giorgi (1928-1996) - Luciano De Simon - Antonio De Zolt - Gabriella Del Grosso - Pasquale del Pezzo - Alfonso Del Re - Ettore Del Vecchio - Alfonso Di Legge - Giovanni Di Pirro - Ulisse Dini (1845-1918) - Luigi Donati - Paolo Dore - Enrico Ducci - Renato Einaudi - Federigo Enriques (1871-1946) - Alessandro Faedo - Antonio Fais - Gino Fano - Luigi Fantappiè - Antonio Favaro - Gaetano Fazzari - Urbano Federighi - Giorgio Ferrarese - Giuseppe Ferrario - Gaetano Fichera (1922-1996) - Alessandro Figà Talamanca - Bruno de Finetti (1906-1985) - Aldo Finzi (nhà toán học) - Bruno Finzi - Francesco Flores D'Arcais - Mauro Francaviglia (1953-2013) - Giovanni Frattini - Guido Fubini - Giovanni Gallavotti (1941-) - Dionigi Galletto - Adriano Garsia - Michele Gebbia | - Ludovico Geymonat - Corrado Gini - Maria Gramegna - Giulio Krall - Ernesto Laura - Orazio Lazzarino - Beppo Levi - Eugenio Elia Levi - Tullio Levi-Civita - Gino Loria - Enrico Magenes (1923-2010) - Gian Antonio Maggi - Carlo Felice Manara - Ermanno Marchionna - Roberto Marcolongo - Carlo Miranda (1912-1982) - Mario Miranda (1937-) - Ugo Morin - Pia Nalli - Piergiorgio Odifreddi (1950-) - Adalberto Orsatti - Alessandro Padoa - Attilio Palatini - Ernesto Pascal - Giuseppe Peano - Mauro Picone (1885-1977) - Mario Pieri - Salvatore Pincherle (1853-1936) - Tina Pizzardo (1903-1989) - Luigi Poletti - Giuseppe Pompilj (1913-1968) - Claudio Procesi (1941-) - Giovanni Prodi (1925-2010) - Alfio Quarteroni (1952-) - Giulio Racah - Lucio Lombardo Radice - Michele Rajna - Tullio Regge - Arturo Reghini - Gregorio Ricci-Curbastro (1853-1925) - Gian-Carlo Rota (1932-1999) - Lucio Russo - Nicola Salvatore Dino - Giovanni Sansone (1888-1979) - Umberto Scarpis - Gaetano Scorza (1876-1939) - Beniamino Segre (1903-1977) - Corrado Segre - Francesco Severi - Antonio Signorini - Emilio Spedicato - Franco Spisani - Guido Stampacchia - Eugenio Giuseppe Togliatti - Leonida Tonelli - Francesco Giacomo Tricomi - Giovanni Vacca - Edoardo Vesentini - Giuseppe Vitali - Giulio Vivanti - Vito Volterra - Giuseppe Zwirner |